# Al dente

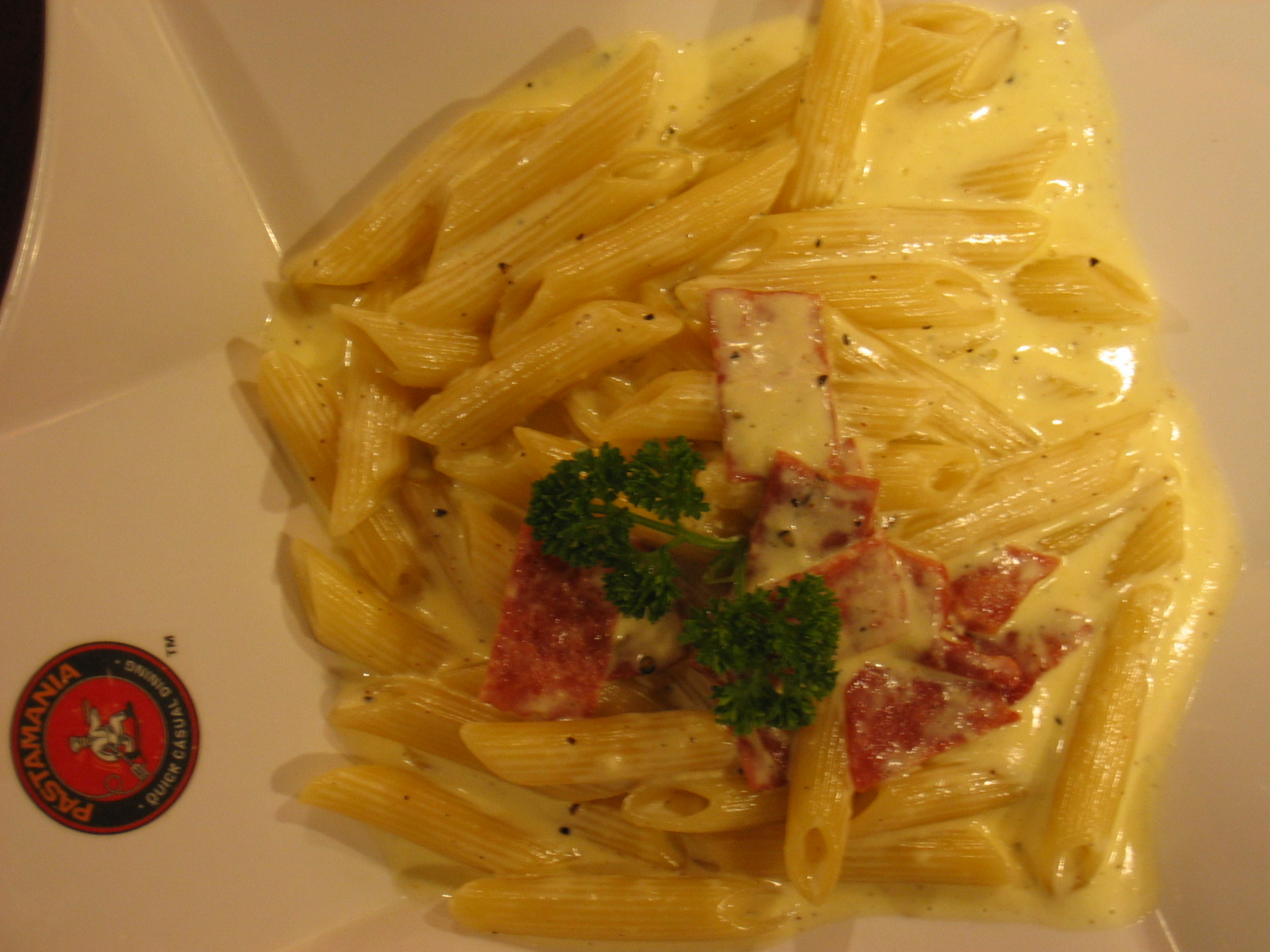
Těstoviny penne uvařené al dente

Al dente je italský termín, který se používá k označení těstovin, občas také rýže nebo fazolí, které jsou uvařeny ne zcela do měkka, ale už nejsou tvrdé. 
Termín "al dente" může také popisovat zeleninu, která je uvařena do poloměkka: při skousnutí jemně křupne, ale už prošla varem. Těstoviny by si měly zachovat pevnost zejména, když jsou součástí zapékaných nebo pečených pokrmů, též „al forno“. Termín "al dente" pochází z italštiny a znamená "na skus" nebo "na zub", odkazuje tak na to, že se těstoviny musí kvůli své pevnosti více kousat.
Jednou z výhod těstovin uvařených „al dente“ je, že díky své tužší konzistenci se nelepí. Pokud je na obale těstovin uvedena jen klasická doba vaření, doporučuje se vařit těstoviny přibližně o minutu až dvě méně, než uvádí informace na obale. To, že jsou těstoviny „al dente“ při ochutnání některých druhů těstovin, jako jsou například penne či fusilli, poznáte snadno i tak, že po rozkousnutí můžete uprostřed těstoviny vidět světlejší barvu. Těstoviny, které jsou uvařeny „al dente“, mají nižší glykemický index než těstoviny uvařené do měkka.